# Niuxinbao (sockenhuvudort i Kina, Shanxi Sheng, lat 40,05, long 112,52)
Niuxinbao är en sockenhuvudort i Kina. Den ligger i provinsen Shanxi, i den norra delen av landet, omkring 240 kilometer norr om provinshuvudstaden Taiyuan. Antalet invånare är 4 455. Befolkningen består av 2 070 kvinnor och 2 385 män. Barn under 15 år utgör 14,0 %, vuxna 15-64 år 72 %, och äldre över 65 år 13,0 %.
Runt Niuxinbao är det ganska tätbefolkat, med 67 invånare per kvadratkilometer. Närmaste större samhälle är Santun, 17,3 km öster om Niuxinbao. Trakten runt Niuxinbao består i huvudsak av gräsmarker.
Genomsnittlig årsnederbörd är 611 millimeter. Den regnigaste månaden är juli, med i genomsnitt 182 mm nederbörd, och den torraste är januari, med 3 mm nederbörd.